# Liv Ullmann
Liv Johanne Ullmann (Tóquio, Japão; 16 de Dezembro de 1938) é uma atriz, diretora de cinema e escritora noruegesa. Reconhecida como uma das maiores atrizes europeias de todos os tempos, Ullmann é conhecida como a musa e colaboradora frequente do cineasta Ingmar Bergman. filha de Viggo  Ullmann, um engenheiro aeronáutico norueguês e de Janna (nascida Lund), também norueguesa.
Nascida no Japão, onde seus pais estavam a trabalhar, recebeu duas nacionalidades - japonesa e norueguesa.
Começou a fazer teatro na escola, estudou no Teatro Nacional de Oslo, e seu primeiro trabalho profissional foi a representação de Anne Frank, aos dezoito anos de idade.
Viveu com Ingmar Bergman entre 1966 e 1971, com quem fez dez filmes e com quem tem uma filha, a escritora Linn Ullmann.
Iniciou sua carreira como atriz de teatro, interpretando os personagens Ofélia, Julieta, Margarida (de “Fausto”), Joana D’Arc e de Bertolt Brecht.
Seu primeiro filme no cinema foi Persona de Ingmar Bergman em 1966. Continuou a trabalhar com este realizador em Scener ur ett äktenskap (1973) e Höstsonaten (1978). Com o realizador Jan Troell participou em Utvandrarna (Os Emigrantes) e Nybyggarna (1971-1972). Depois de atuar como atriz passou a dirigir filmes, p.ex. Kristin Lavransdotter (1995), Enskilda samtal (1996) e Trolösa (2000). Escreveu os livros Förändringen (1976) e Tidevan (1984). 
Em 1980, foi nomeada embaixadora especial do Unicef.
Escreveu dois livros autobiográficos: "Mutações" (1976) e "Opções" (1985).

## Filmografia

### Como diretora
- Trolösa (2000)
- Enskilda samtal (1996)
- Kristin Lavransdatter (1995)
- Sofie (1992)
- Love (1982)
- Miss Julie

### Como atriz
- 1966: A Hora do Lobo (Vargtimmen)
- 1966: Quando Duas Mulheres Pecam (Persona)
- 1968: Vergonha (Skammen)
- 1969: A Paixão de Ana (En Passion)
- 1971: Os Emigrantes (The Emigrants)
- 1971: Visitante na Noite/Cold Sweat - Suor Frio (Cold Sweat)
- 1972: Joana, a mulher que foi papa (Pope Joan)
- 1972: Gritos e Sussurros (Viskningar Och Rop)
- 1972: O Preço do Triunfo (Nybyggarna)
- 1973: 40 Quilates (40 Carats)
- 1973: Cenas de Um Casamento (Scener ur ett äktenskap)
- 1973: Horizonte Perdido (Lost Horizont)
- 1974: Hannah - A Esposa Comprada (Zandy's Bride)
- 1976: Face a Face (Ansikte Mot Ansikte)
- 1977: Uma Ponte Longe Demais (A Bridge Too Far)
- 1978: Sonata de Outono (Autumn Sonata/Hörstsonat)
- 1978: O Ovo da Serpente (The Serpent's Egg)
- 1983: Prisioneiro Sem Nome (Prisoner Without a Name, Cell Without a Number)
- 1985: Tomara que Seja Mulher (Speriamo Che Sia Femmina)
- 1987: Gaby - Uma História Verdadeira (Gaby: A True Story)
- 1989: O Jardim das Rosas (The Rose Garden)
- 1990: Ponto de Mutação (Mindwalk)
- 1992: O Boi (Oxen)
- 2003: Saraband (idem)
- 2009: A Papisa Joana (Die Päpstin)